# Alue Pineung
Alue Pineung is een bestuurslaag in het regentschap Langsa van de provincie Atjeh, Indonesië. Alue Pineung telt 3728 inwoners (volkstelling 2010).